# بيت هديان (خيران المحرق)

تعديل مصدري - تعديل

بيت هديان هي إحدى قرى عزلة مسروح بمديرية خيران المحرق التابعة لمحافظة حجة، بلغ تعداد سكانها 211 نسمة حسب تعداد اليمن لعام 2004.